# Rothschildia rectilineata
Rothschildia rectilineata är en fjärilsart som beskrevs av Eugène Louis Bouvier 1930. Rothschildia rectilineata ingår i släktet Rothschildia och familjen påfågelsspinnare. Inga underarter finns listade.